# Pilgrims
Pour les articles homonymes, voir Pilgrim.
Pilgrims est un groupe de funk rock et rock alternatif espagnol, originaire de Valladolid.

## Biographie
Formé en 2009, le groupe se compose de deux anglais (Nik East, chant et guitare, et Daniel Birch, saxophone) et de deux espagnols (Miguel Ángel Cubillo, basse et Daniel Clérigo, batterie). Depuis leur création, ils sont habitués aux salles de la ville (Mambo, Porta Caeli) et aux différents concours et festivals, tels que le Veral, le Demoscopicas, et le Norterock. À ce dernier, ils atteignent les finales en 2010, et 2011.
À l'été 2010, ils enregistrent leur premier EP, intitulé Half Breed Sunrise, aux studios Dobro de Casasola de Arión (Valladolid). Ils le présentent lors d'un concert avec le groupeCellar Bird le 4 novembre 2010. L'EP est choisi par le magazine Mondosonoro comme la meilleure démo de Castilla y León en 2010. L'EP comprend cinq morceaux, d'une durée totale de 20 minutes et 40 secondes.
Le 4 juillet 2013, ils publient leur deuxième EP, The Day Wonders, présenté dans la Sala Porta Caeli à Valladolid,. En août 2013, le groupe entreprend une tournée dans le sud de l'Angleterre, avec des concerts à Londres, Sheerness et Maidstone. À la fin de cette tournée, le groupe entre dans une période de pause indéfinie avec des concerts occasionnels depuis que Nick East a commencé sa carrière en Angleterre. 

## Discographie
- 2010 : Half Breed Sunrise
- 2013 : The Day Wonders